# Mackenzie Martin
Pour les articles homonymes, voir Martin (nom de famille).

a Compétitions nationales et continentales officielles uniquement.

b Matchs officiels uniquement.
Dernière mise à jour le 25 février 2024.
Mackenzie Martin, né le 26 octobre 2003 à Cardiff (Pays de Galles), est un joueur international gallois de rugby à XV jouant aux postes de troisième ligne centre et troisième ligne aile à Cardiff Rugby, depuis 2023.

## Biographie

### Jeunesse et formation
Mackenzie Martin naît le 26 octobre 2003 à Cardiff, au pays de Galles. Il étudie d'abord à la Hywel Dda Primary School. Puis, il fréquente la Mary Immaculate High School (en) et le Cardiff and Vale College (en). Il commence le rugby à l'âge de six ou sept ans avec les Glamorgan Wanderers, où il joue environ trois ou quatre ans. Puis, il joue un an au Clwb Rygbi, avant d'arrêter ce sport durant trois ans. Finalement, il reprend le rugby avec les moins de 15 ans de Cardiff et joue pilier avant d'être replacé au poste de troisième ligne centre. Il rejoint ensuite le centre de formation des Cardiff Blues chez les moins de 16 ans. 
En 2022, il est sélectionné en équipe du pays de Galles des moins de 20 ans pour les Summer Series. L'année suivante, il est appelé pour le Tournoi des Six Nations des moins de 20 ans 2023 et le championnat du monde junior. 

### Débuts professionnels (depuis 2023)
Au mois de juillet 2023, il signe son premier contrat professionnel avec Cardiff Rugby (nouveau nom des Cardiff Blues), passant ainsi du centre de formation à l'équipe sénior.
Mackenzie Martin fait ses débuts professionnels au cours de la saison 2023-2024, le 24 novembre 2023, à l'occasion de la sixième journée du United Rugby Championship contre les Sud-Africains des Stormers. Il remplace Lopeti Timani en cours de jeu et Cardiff l'emporte 31 à 24. Il est titularisé pour la première fois la semaine suivante, en championnat contre les Scarlets. Il joue au poste de troisième ligne centre, mais son équipe est battue 29-23. Une semaine plus tard, durant son premier match en Champions Cup, contre le Stade toulousain, il marque le premier essai de sa carrière, le seul de son équipe qui perd la rencontre sur le score de 52 à 7,. Il continue ensuite de gagner petit à petit du temps de jeu et à s'imposer dans son équipe. Puis, en janvier 2024, il signe un contrat de longue durée avec Cardiff,. Ensuite, il est sélectionné pour la première fois de sa carrière en équipe du pays de Galles par Warren Gatland pour le Tournoi des Six Nations 2024,.

## Statistiques

### En province
| Saison              | Club                | Championnat               | Championnat | Championnat | Compétitions de l'EPCR | Compétitions de l'EPCR | Compétitions de l'EPCR |
| Saison              | Club                | Compétition               | Matchs      | Essais      | Compétition            | Matchs                 | Essais                 |
| ------------------- | ------------------- | ------------------------- | ----------- | ----------- | ---------------------- | ---------------------- | ---------------------- |
| 2023-2024           | Cardiff Rugby       | United Rugby Championship | 5           | -           | Champions Cup          | 4                      | 1                      |
| Total Cardiff Rugby | Total Cardiff Rugby | Total Cardiff Rugby       | 5           | 0           | Champions Cup          | 4                      | 0                      |

### Internationales
Mackenzie Martin a disputé onze matchs avec l'équipe du pays de Galles des moins de 20 ans en deux saisons, prenant part à une édition des Six Nations Summer Series en 2022, une édition du Tournoi des Six Nations des moins de 20 ans en 2023, et une édition du championnat du monde junior en 2023. Il n'a pas inscrit de points.

## Palmarès
- Finaliste des Six Nations Summer Series en 2022 avec l'équipe du pays de Galles des moins de 20 ans.